# Зелёный Луг (Саратовская область)
Зелёный Луг — посёлок в Питерском районе Саратовской области, в составе сельского поселения Мироновское муниципальное образование.

## География
Посёлок расположен на левом берегу реки Солянка (правый приток реки Малый Узень) в 1 км севернее посёлка Новореченский.

## История
На административной карте Саратовской области 1939 года отмечен как ферма № 1 совхоза № 8 «Питерский». Впоследствии — посёлок 2-го отделения совхоза «Питерский». Указом Президиума Верховного Совета РСФСР от 19 октября 1984 года посёлок 2-го отделения совхоза «Питерский» переименован в посёлок Зелёный Луг.

## Население
Динамика численности населения по годам:
| Годы      | 1987 | 2002 |
| --------- | ---- | ---- |
| Население | ≈320 | 231  |

| 2002 | 2010 |
| ---- | ---- |
| 232  | ↘179 |

Национальный состав
Согласно результатам переписи 2002 года большинство населения составляли казахи (60 %) и русские (32 %).